# 谢文骏
谢文骏（1990年7月11日—），上海人，中国男子田径运动员，主攻110米跨栏。出身体育世家，父亲是排球教练，母亲是短跑健将。2012年6月福州的全国冠军赛暨大奖赛总决赛上以13秒42夺冠。
谢文骏在2012年伦敦奥运会上跑入半决赛成绩为13秒34，但是没能跑入决赛（名列第九）。2014年5月18日，国际田联钻石联赛上海站男子110米栏比赛中，谢文骏以13秒23力压美国的奥利弗、古巴的罗伯斯、巴巴多斯的布拉斯怀特三位世锦赛冠军夺冠。

## 外部連結
- 谢文骏在国际奥林匹克委员会的资料
- 谢文骏在的頁面
- 谢文骏的新浪微博